# باول بلير (مدرب رياضي)
باول بلير (بالإنجليزية: Paul Blair)‏ هو مدرب رياضي أمريكي، ولد في 19 مايو 1949، وتوفي في 8 نوفمبر 2006 بسبب سرطان البروستاتا.